# Straight to Your Heart
Straight to Your Heart is een nummer van de Amerikaanse supergroep Bad English uit 1991. Het is eerste single van hun tweede en laatste studioalbum Backlash.
Het vrolijke nummer werd een bescheiden hit in de Verenigde Staten, met een 42e positie in de Billboard Hot 100. In Europa was Nederland het enige land waar het nummer een hit werd. Het haalde de 31e positie in de Nederlandse Top 40.